# Andrena subaenescens
Andrena subaenescens är en biart som beskrevs av Morawitz 1876. Andrena subaenescens ingår i släktet sandbin, och familjen grävbin. Inga underarter finns listade i Catalogue of Life.